# Lindy Boggs
Marie Corinne Morrison Claiborne Boggs, generalmente conocida como Lindy Boggs (13 de marzo de 1916 - 27 de julio de 2013), fue una figura política de Estados Unidos que fue miembro de la Cámara de Representantes de Estados Unidos y más tarde embajadora de Estados Unidos ante la Santa Sede. Fue la primera mujer elegida en el Congreso de Louisiana. También fue presidenta permanente de la Convención Nacional Demócrata de 1976, que se convirtió en la primera mujer en presidir una importante convención del partido. En 1997 el presidente Bill Clinton la nombró embajadora de los Estados Unidos ante la Santa Sede, cargo en el que permaneció hasta el año 2001.
Era la viuda del exlíder mayoritario de la Cámara, Hale Boggs, y madre de tres hijos: Cokie Roberts (una periodista de televisión), Thomas Hale Boggs, Jr., (un importante lobby), y la fallecida Barbara Boggs Sigmund, alcaldesa de Princeton, Nueva Jersey, y candidata en 1982 en la elección primaria senatorial demócrata de Nueva Jersey. Ninguna representante femenina de Louisiana ha servido en la Cámara desde que Boggs dejó la oficina.

## Otras lecturas
- Boggs, Lindy, with Katherine Hatch. Washington Through a Purple Veil: Memoirs of a Southern Woman. New York: Harcourt Brace and Co., 1994
- Ferrell, Thomas H., and Judith Haydel. “Hale and Lindy Boggs: Louisiana’s National Democrats.” Louisiana History 35 (Fall 1994): 389–402.

Tyler, Pamela. "Silk Stockings & Ballot Boxes: Women & Politics in New Orleans, 1920 - 1965". University of Georgia Press, 1996.
- Carrick, Bess. "Lindy Boggs: Steel and Velvet". Documentary film chronicles Mrs. Boggs' career in politics and features Cokie & Steve Roberts, Rep. Nancy Pelosi, Rep. John Lewis, former House Speaker Tom Foley, and scholars, Dr. Patrick Maney, & Dr. Pamela Tyler. Produced by Bess Carrick with Louisiana Public Broadcasting, 2006. Airdate 2006–present, nationwide via PBS-Plus.